# Степний (Світлинський район)
Степни́й (рос. Степной) — селище у складі Світлинського району Оренбурзької області, Росія.

## Населення
Населення — 636 осіб (2010; 836 у 2002).
Національний склад (станом на 2002 рік):
- росіяни — 78 %